# 我的世界服务器
在游戏《我的世界》中，玩家可以加入由个人或企业运营的我的世界服务器以进行多人游戏。服务器可以由玩家自行架设，也可以通过主机提供商来运行。Hypixel，2b2t等都是最为知名的我的世界服务器。
一般情况下，服务器由管理员及服主管理。管理员拥有配置服务器的权限和一般玩家不具有的权利，如改变游戏中的时间、传送玩家等。管理员可以安装自定义插件及模组，来添加原版中不存在的游戏功能。许多服务器中有各式各样的小游戏，不同的小游戏有不同的建筑物及游戏规则。玩家之间可以互相对战（PVP），也可建造建筑、跑酷、一起生存等。

## 历史
2009年5月31日，《我的世界》加入多人游戏功能，此时该游戏还处于Classic开发阶段。2010年8月4日，在《我的世界》发布多人游戏功能后的一小时内，服务器MinecraftOnline及其地图Freedonia随即诞生。
2013年，Mojang发布服务器托管服务“Minecraft Realms”，使得玩家可以在无需自行架设服务器的情况下进行多人游戏。Minecraft Realms与常规的服务器不同，仅有受到邀请的玩家才能加入服务器，且无需手动输入IP地址或域名连接。2016年E3电子娱乐展中，微软宣布Realms在2016年6月即可支持Windows 10、iOS、Android跨平台联机，同时将在两年后支持其他平台的跨平台游玩。
2014年6月，Mojang开始在Java版上实施最终用户许可协议，防止服务器通过微交易影响游戏的公平性。此协议只允许服务器销售付费皮肤、皮肤特效、材质包及会员。不允许销售破坏游戏平衡性的商品，如增加攻击伤害、增加生命等。此事件导致许多服务器因缺乏维护资金而关闭。
2017年9月20日，独乐不如众乐更新（Better Together Update）发布。这次更新增加了服务器浏览功能，并开放5个官方特色服务器：Mineplex、Lifeboat、CubeCraft、Mineville City和The Hive。

## 管理
《我的世界》服务器一般由管理员及服主自行全职管理，而一些大型服务器甚至会另行雇佣维护人员。2014年，Shotbow服务器雇佣了3位全职员工和5位兼职员工。服主Matt Sundberg认为，大型网络服务器运行起来极其昂贵，且十分费时。MCGamer的创始人Chad Dunbar认为，运行超过1000个在线玩家的服务器需要很大的开销，包括员工工资、硬件、带宽以及DDoS保护，每个月要耗费数千美元。 Dunbar的MCGamer服务器有5万多日活跃玩家，每个月的开支达到五位数。截至2015年，《我的世界》最大的服务器Hypixel月开销接近10万美元。许多服务器向玩家出售游戏道具、皮肤特效、4D皮肤、材质包、会员以获得运行服务器的费用。此类商品一般需要使用服务器专用货币才能购买，获得货币的方法一般有签到、游玩小游戏、自行充值等。

## 软件
Mojang同时维护原版服务器软件和客户端软件。然而市面上存有各種經過不同修改的第三方服务器软件，有的修改會优化伺服器功能，比如允许更多玩家同时游玩，使得地图能夠更快加载等。知名的Java版第三方服务器软件括Bukkit、Spigot、Paper和Sponge，基岩版的第三方服务器软件包括Pocketmine-MP、Nukkit、 Altay和Jukebox。基岩版原版服务器软件只与Ubuntu和Windows兼容。 
原版服务器端和第三方服务器端使用相同协议与客户端通信，但是两者的内部机制可能有很大差别。某些服务器软件可以让玩家在不断开连接的情况下在不同世界间穿梭，包括Java版的BungeeCord和Waterfall，基岩版的WaterDog和Nemisys，而原版服务器端无法做到这一点。鉴于最新的Java版和基岩版的游戏内容已基本同步，某些Java服务器（如DragonProxy和Geyser）可以通过相同协议与基岩版客户端通信，从而允许基岩版玩家加入游戏。

## 知名服务器

### 流行的服务器
最流行的《我的世界》Java版服务器是2013年4月启动的服务器Hypixel，拥有1400余万用户，大约是Java版本活跃用户的一半。其他流行的服务器例如2012年4月开放的服务器MCGamer，拥有350多万用户；2013年4月开放的服务器Wynncraft，拥有100多万用户；2011年开放的服务器Emenbee，也有100多万用户。 截至2014年，根据Polygon所述，服务器Mineplex、Hypixel、Shotbow和Hive Games“每个月都有100多万用户游玩”。

### 最古老的服务器
《我的世界》中最古老的服务器在社区中仍存争议。社区中的部分人认为最古老的服务器是MinecraftOnline，另一些人认为是Nerd.Nu，因为其地图更加古老。支持Nerd.Nu是最古老的服务器的人在YouTube上的小短文说，人们已经在此服务器的地图上建造的时间更长，因为部分时间被遗忘。 支持MinecraftOnline是最古老的服务器的人在YouTube上的小短文说，忽略在我的世界经典版（Classic）的服务器，当我的世界正式版多人服务器发布时，才会有最老的服务器的称号，而MinecraftOnline则是最老的服务器。此外，MinecraftOnline的地图从未重置，而nerd.nu的地图修改次数超过25次。
我的世界服务器2builders2tools （2b2t）曾经被YouTube用户TheCampingRusher认为是最古老的服务器，但是后来此结论被推翻。 2b2t的年龄和缺乏正式的规则的玩法使它成为最古老的无政府状态下的服务器，并且极度混乱，拥有大量作弊者，并拥有第二古老的服务器地图。

### 其他知名服务器
| 服务器名称      | 创建日期                               | 备注 | 参考资料                                                              |
| --------------- | -------------------------------------- | --- | --------------------------------------------------------------------- |
| 2b2t            | 2010年12月                             | 一个无政府状态下的服务器。服务器只有极少量的游戏规则，通常不會禁止外掛。它的地图是运行时间最长的《我的世界》地图之一，该服务器也因“我的世界最古老的无政府服务器”而著称。 | [ 30 ] [ 29 ] [ 31 ]                                                  |
| Autcraft        | 2013年                                 | 致力于成为自闭症儿童的避难所。 |                                                                       |
| Build The Earth | 2020年3月21日                          | 致力于在《我的世界》中1:1还原地球。 | [ 32 ] [ 33 ] [ 34 ]                                                  |
| Digital Jesuit  | 2019年11月                             | 天主教牧师和技术播客Robert Ballecer在Twitter发表一篇博文后组织起的现世的《我的世界》服务器。该服务器的目的是提供一个毒性更小的游戏环境。 | [ 35 ] [ 36 ] [ 37 ] [ 38 ]                                           |
| Dream SMP       | 2020年4月25日；2023年4月9日停止运营。  | Youtuber Dream于2020年5月启动的私人生存《我的世界》服务器，由Dream和其他知名Youtuber例如GeorgeNotFound、Sapnap、TommyInnit、Wilbur Soot、Tubbo和Quackity参与其中。该服务器的玩家按政治派别和角色扮演分类，重要的事情提前安排，大多数部分即兴创作，并在YouTube和Twitch现场演出。Cecilia D'Anastasio连线写作， 将Dream SMP服务器描述为一种现场劇場藝術和权术政治剧。2020年1月，有100多万人观看直播。 | [ 39 ] [ 40 ]                                                         |
| The Hive        | 2013年2月24日                          | 一个较老的《我的世界》小游戏服务器，包括起床战争（BedWars）、捉迷藏和空岛战争（SkyWars）。该服务器原来被称作HiveMC或The Hive，最初是《我的世界》Java版服务器，现已成为仅基岩版的服务器。此服务器是Mojang和Microsoft的合作商。 | [ 41 ] [ 42 ] [ 43 ]                                                  |
| Hypixel         | 2013年4月13日                          | 《我的世界》最流行的服务器，由Simon Collins-Laflamme和Philippe Touchette创建。 | [ 10 ]                                                                |
| MinecraftOnline | 2010年8月4日                           | 2010年8月4日由Eugene Hopkinson创建，测试两天后开放，MinecraftOnline是最古老的生存服务器。服务器地图从未重置。 | [ 44 ] [ 45 ] [ 46 ]                                                  |
| Mineplex        | 2013年1月24日；2023年5月16日停止运营。 | Mineplex是6个与Mojang合作的服务器之一。達拉斯獨行俠与其和合作在2016年夏天在服务器上创建小游戏Dallas Mavericks World。2015年，Mineplex创下了最受欢迎的《我的世界》服务器的吉尼斯世界纪录。 | [ 46 ] [ 47 ] [ 48 ] [ 49 ] [ 50 ] [ 51 ] [ 52 ] [ 53 ]               |
| nerd.nu         | 2009年6月                              | 两个最古老的《我的世界》服务器之一。该服务器的地图被修改过26次。 | [ 24 ]                                                                |
| 反审查图书馆    | 2020年3月12日                          | 一个由无国界记者创办的服务器，试图在有缺乏新闻自由的国家规避审查制度。它在各种媒体上都有报道，例如英国广播公司、DW News、 全国广播公司商业频道、有线电视新闻网、TechCrunch、The Verge、Gizmodo、Engadget、Mashable和PC Gamer。 | [ 54 ] [ 55 ] [ 56 ] [ 57 ] [ 58 ] [ 59 ] [ 60 ] [ 61 ] [ 62 ] [ 63 ] |
| Wynncraft       | 2013年4月                              | 一个大型多人在线角色扮演游戏服务器。 | [ 64 ]                                                                |

## 延伸阅读
- . Triumph Books（英语：Triumph Books）. 2016-04-15  [2019-12-05]. ISBN 9781629372334. （原始内容存档于2019-12-06）.